# NGC 5505
NGC 5505 (również PGC 50745 lub UGC 9092) – galaktyka spiralna z poprzeczką (SBa), znajdująca się w gwiazdozbiorze Wolarza. Odkrył ją Lewis A. Swift 6 czerwca 1886 roku.